# Große Horde

Das Gebiet der Großen Horde

Als Große Horde bezeichnet man das tatarische Khanat, das nach der Spaltung der Goldenen Horde Mitte des 15. Jahrhunderts als deren Rumpfstaat weiterbestand und sich vom unteren Wolga- und Don-Gebiet bis hin zum Nordkaukasus erstreckte. Die Herrscher der Großen Horde machten keinen Unterschied zwischen ihrem Staat und der Goldenen Horde und erhoben Anspruch auf alle neuentstandenen Splitterstaaten wie das Khanat der Krim, das Khanat Kasan, das Khanat Sibir oder die Weiße Horde. Diesen Anspruch hatten jedoch auch andere Tatarenkhans, die teilweise in scharfer Konkurrenz mit den Khans der Großen Horde standen. Die Hauptstadt der Großen Horde befand sich in Sarai Berke im Unterlauf der Wolga. Nach einiger Zeit spaltete sich von der Großen Horde das Khanat Astrachan ab.
Akhmat Khan, der zwischen 1459 und 1481 regierte, schloss ein Bündnis mit Polen-Litauen. Zu seinen Gegnern gehörten das Krim-Khanat unter Meñli I. Giray und das Großfürstentum Moskau unter Iwan III., die sich ihrerseits miteinander verbündet haben. Dem Versuch Akhmat Khans, die Republik Nowgorod, über die er weiterhin nominell die Oberherrschaft hatte, Kasimir IV. zu unterstellen, kam Iwan der Große mit einem Feldzug gegen Nowgorod zuvor, durch den ein zentralisiertes Russisches Reich geschaffen wurde. Die Zahlung des traditionellen jährlichen Tributs an die Große Horde wurde seitens der Russen eingestellt. Daraufhin versuchte Akhmat Khan 1472, Iwan III. durch einen Feldzug zu bestrafen, musste sich aber in der Schlacht bei Alexin geschlagen geben. Acht Jahre später scheiterte er ebenfalls beim Stehen an der Ugra, das das endgültige Abschütteln der Tatarenherrschaft durch Russland markierte. Daraufhin wurde Akhmat von seinem Rivalen Ibak ermordet.
Die Große Horde wurde immer schwächer und verlor mehrere Kriege gegen das Krim-Khanat. 1502 zerfiel sie endgültig. Gebiete westlich der Wolga fielen an das Krim-Khanat, wurden jedoch in der Mitte des 16. Jahrhunderts von Russland erobert. Gebiete östlich der Wolga fielen an die Nogaier-Horde.